# Лициний Валериан
Лициний Валериан (лат. Licinius Valerianus) — римский политический деятель второй половины III века.

## Биография
Валериан был сыном императора Валериана I от второго брака с Корнелией Галлонией. Его братом был Галлиен. Долгое время Лициний Валериан считался биологическим братом Галлиена, который родился от брака Валериана и Эгнации Маринианы. Однако после обнаружения надписи с упоминанием Корнелии Галлонии подтвердилось сообщение «Истории Августов» о том, что Лициний Валериан родился не от той же матери, что и Галлиен. «История Августов» также утверждает, что Лициний Валериан был провозглашен Августом своим отцом. Поскольку он не упоминается ни на монетах, ни в каких-либо других источниках с таким титулом, данная информация считается неверной — автор «Истории Августов» мог ошибочно принять его за сына Галлиена Валериана II, который был провозглашен Цезарем в 256 году, но умер два года спустя.
Валериан был консулом-суффектом, но год назначения неизвестен. По всей видимости, в управлении империей он никакого участия не принимал. В 265 году Валериан назначается консулом с Луциллом. После убийства Галлиена в результате заговора, Валериан со своим племянником Маринианом погиб в Медиолане. А согласно Зонаре, он был убит в Риме.